# ウェンディ・リヒター
ウェンディ・リヒター（Wendi Richter、1961年9月6日 - ）は、アメリカ合衆国の元女子プロレスラー。テキサス州ダラス出身。
1980年代よりNWAやWWFで活躍し、WWF女子王座などのタイトルも獲得。2010年にはWWE殿堂に迎えられた。WWEスペイン語放送の解説者ヒューゴ・サビノビッチは元夫である。

## 来歴
ファビュラス・ムーラの元でトレーニングを積み、1979年にデビュー。1980年9月、全日本女子プロレスに初来日。以降も度々来日し、女子プロ版のスタン・ハンセンやハルク・ホーガン級の存在になり得るスター候補と目されていた。
その後、ジョイス・グレーブルをパートナーにカウガール・ギミックのタッグチーム、テキサス・カウガールズ（The Texas Cowgirls）を結成。1982年5月6日にはサブリナ&プリンセス・ビクトリアを破り、NWA世界女子タッグ王座を獲得。ビンス・マクマホン・シニアのWWF、スチュ・ハートのスタンピード・レスリング、バーン・ガニアのAWAなど各団体を転戦し、ジュディ・マーチン&ベルベット・マッキンタイヤーのコンビと抗争を展開した。
テキサス・カウガールズ解散後は、ヒール陣営の一員として男性レスラーのアングルにも加わり、ジェリー・ジャレットのCWAではジミー・ハートをマネージャーに迎え、ビル・ワットのMSWAではバディ・ランデルと組んでのミックスド・タッグマッチも行われた。

### WWF時代
1984年、ビンス・マクマホン・ジュニアの新体制下で全米侵攻を開始したWWFと再契約し、悪役マネージャーのキャプテン・ルー・アルバーノと歌手のシンディ・ローパーの対立アングルに、ローパーの助っ人としてベビーフェイスのポジションで参入。同年7月23日、"The Brawl to End It All" と銘打って行われたMSG定期戦ではローパーをセコンドに迎え、アルバーノがマネージメントするWWF女子王者ファビュラス・ムーラと対戦、師匠のムーラを倒して新王者となった。この試合はロックン・レスリング（Rock 'n' Wrestling）というコンセプトのもとMTVで放送され大反響を呼び、翌年のレッスルマニアへの伏線ともなった。
以降もシンディ・ローパーとのコラボレーションでムーラとの抗争を続け、1985年2月にムーラの差し向けたレイラニ・カイにWWF女子王座を奪われるも、3月31日のレッスルマニア第1回大会にて奪還に成功。また、CBSのテレビアニメ "Hulk Hogan's Rock 'n' Wrestling" にてキャラクター化もされるなど、WWFのヒロインとなって各メディアで活躍した。
しかし、契約問題でWWFとの間に軋轢が生じ、1985年11月25日のMSG定期戦において、ムーラが覆面を被って変身したスパイダー・レディに女子王座を奪取されWWFを離脱した。フォールを返しているにもかかわらず、レフェリーの不可解なカウントでリヒターが3カウントを奪われたこの試合は、モントリオール事件に先駆ける "The Original Screwjob" とされている。

### WWF以降
WWF脱退後はカルロス・コロンが主宰するプエルトリコのWWCに参戦。1987年5月にはモンスター・リッパーを破りWWC女子王座の初代チャンピオンに認定された。リッパーとは、同年12月にもカルガリーでIWA世界女子王座を争っている。
1988年は末期のAWAにてメデューサ・ミセリーと抗争し、11月26日にミネソタ州ブルーミントンにてメデューサからAWA女子王座を奪取。AWAでは、メデューサと結託するバッド・カンパニー（ポール・ダイヤモンド&パット・タナカ）とのミックスド・タッグマッチも行われた。
引退後は不動産仲介業者に転じる一方、理学療法士と作業療法士の医療資格を取得。長らくプロレス業界との関わりを絶っていたが、2005年1月29日にフロリダ州タンパで行われたリユニオン・イベント "WrestleReunion" にて公の場へ久々に登場し、マリア・ホサカらと組んで8人タッグマッチでシェリー・マーテルのチームと対戦した。
WWEとは1985年以来、絶縁状態が続いていたものの、2010年に殿堂入りが実現。インダクターはロックン・レスリング期のWWFを共に支えたロディ・パイパーが務めた。2012年はシンディ・ローパーやパイパーと共に、6月18日放送のRAWに登場した。

## 得意技
- カウガール・ラリアット
- シットアウトDDT
- パワーボム
- ギロチン・ドロップ

## 獲得タイトル
NWA

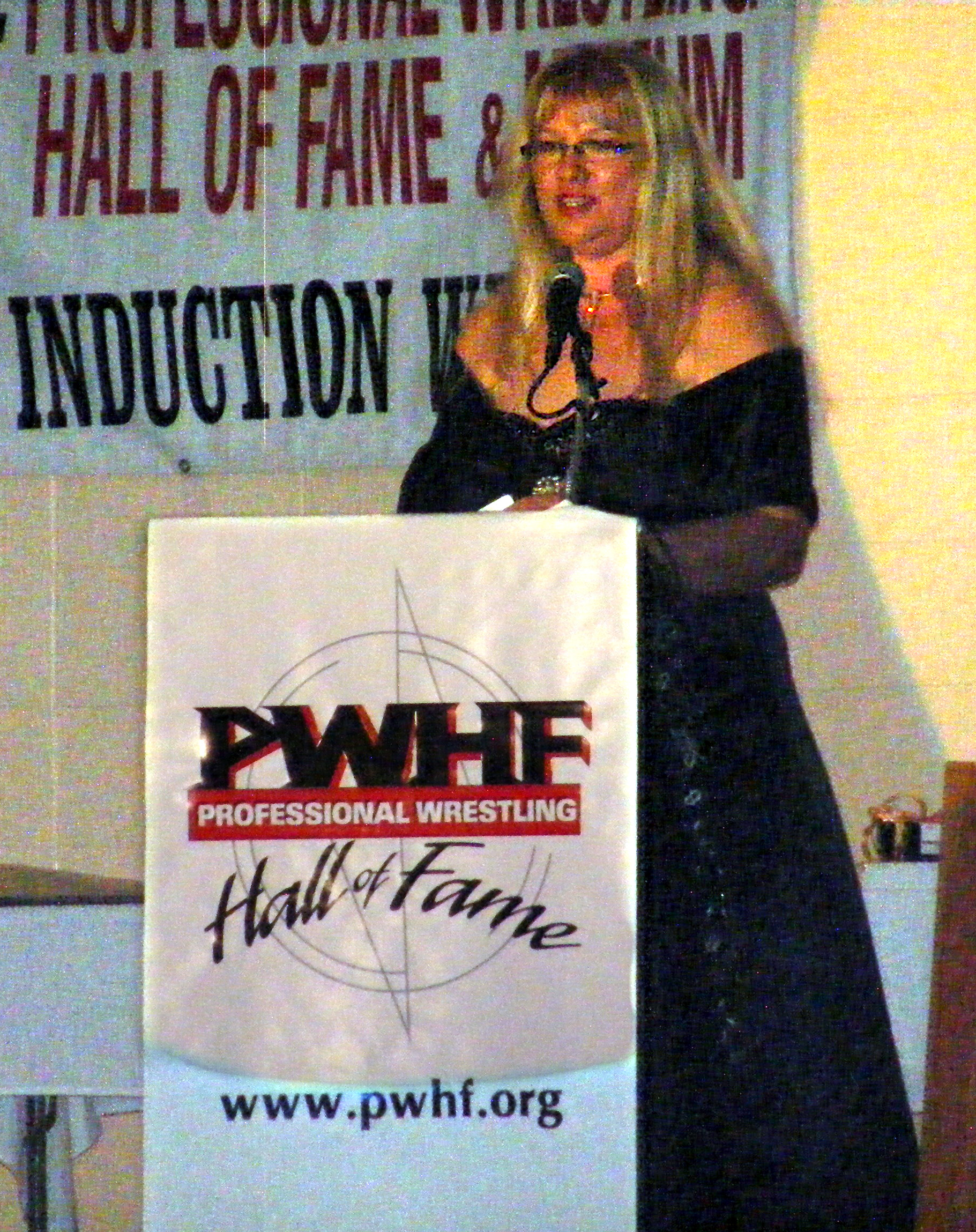
プロフェッショナル・レスリング殿堂入り式典にて（2012年）

- NWA世界女子タッグ王座 : 2回（w / ジョイス・グレーブル）[5]

WWC
- WWC女子王座：2回 [15]

AWA
- AWA女子王座：1回 [17]

WWF / WWE
- WWF女子王座：2回 [20]
- WWE殿堂：2010年度